# 合不勒沙
合不勒沙（Khabul Shah，？—1370年），察合台汗国分裂后，西部第5代可汗，燕只吉台的孙子。忽辛在河中地区拥立的可汗。合不勒沙是忽辛的傀儡，1369年，帖木尔杀死忽辛，控制了合不勒沙。第二年，帖木尔处死合不勒沙，自称为蘇丹，建立了帖木尔帝国。事實上的西察合台汗国已经灭亡（名義上仍保留察合台汗）。
| 前任： 阿的勒算端 | 西察合台汗国君主 1363年—1370年 | 繼任： 昔兀儿海迷失 |